# Renče
Renče (italijansko Ranziano) so naselje z okoli 2000 prebivalci v Občini Renče - Vogrsko.
Razprostirajo se na 22,5 kvadratnih kilometrih spodnje Vipavske doline, na levem bregu reke Vipave, približno 10 km južno od Nove Gorice in 5 km jugozahodno od Vogrskega. V najnižjem delu ležijo Renče na 52 metrih nadmorske višine, na najvišje poseljenem pa na 100 metrih. Z južne strani se nad vasjo dvigajo Črni hribi, gričevje, ki seže do roba kraške planote. Od Trstelja (643 m) se kraški svet nad Renčami skoraj enakomerno spušča v Furlansko ravnino. Vzdolž reke Vipave je pesek oz. grušč, nekoliko dlje od struge so peščena in ilovnata tla s plastjo rodovitne zemlje, primerne za posevke in travnike. Prebivalci so poseljeni po zaselkih in živijo v nadstropnih hišah, večinoma obdanimi z vrtovi. Jedra zaselkov so v glavnem strnjeno pozidana.

## Ime
Renče izvira iz besede »re(n)čje« oz. »porečje« (reke Vipave).

## Upravna ureditev
Upravna delitev naselja Renče se je skozi čas menjala. V avstrijski in italijanski državi so bile enotno naselje s statusom občine. Tako so tudi hišne številke zajemale celotno vas v enoten register. V Jugoslaviji je bilo glede upravne strukture vasi več rešitev. Nekaj let so bile Renče občina, kasneje pa je prišlo do oblikovanja zaselkov kot samostojnih naselij, kar je razvidno iz geografskih kart in Krajevnega leksikona Slovenije. Oblikovanje krajevnih skupnosti je vasi povezalo v celoto, vendar se z upravnega vidika ni nič spremenilo.
Renče so bile od leta 1960 do 2006 sestavni del novogoriške občine. Z odlokom mestnega sveta Mestne občine Nova Gorica (5. novembra 1998 in spremembo junija 1999) so vasi ponovno enotno naselje. Ulice so poimenovane po zaselkih, s čimer se je ohranilo izročilo kulturne, prostorske in življenjske razgibanosti kraja. 
V januarju 2006 so se krajani Renč, skupaj s krajani Vogrskega, Bukovice in Volčje Drage na referendumu izrekli za ustanovitev nove občine Renče - Vogrsko. Volitev se je udeležilo 2.373 volivcev, kar je 67,65 % vseh volilnih upravičencev. Za novo občino se je izreklo 61,95 % udeležencev. Državni zbor je novo občino Renče - Vogrsko ustanovil 1. marca 2006.
Pobudo o ustanovitvi nove občine Renče - Vogrsko so pripravile tri krajevne skupnosti: Renče, Bukovica - Volčja draga in Vogrsko, ki so doslej bile del mestne občine Nova Gorica. Nova občina je ob ustanovitvi imela 4100 prebivalcev, po površini bo obsegala 36 km^2. Vlada Republike Slovenije je 24.11.2005 sprejela pobudo krajanov o ustanovitvi nove občine Renče - Vogrsko. Predlog je potrdil tudi Državni zbor 14. decembra 2005.

## Zaselki naselja Renče
Imena so: Arčoni, Lukežiči, Mohorini, Martinuči, Merljaki, Žigoni, Vinišče, Podkraj, Tureli, Renški trg, Oševljek. Zaselkov je več, z ohranjanjem njihovih imen naj bi s tem prebivalci spoštovali prisotnost tradicionalne navezanosti ljudi na ožji domačijski svet. Nekaj značilnih imen: pri Arčonih je zaselek Rabatovec, pri Lukežičih Vrtezovec, Škulišče, Zgoni, pri Martinučih Ozrenj, Dimišče, Brajca, Ovčjak, Dolinca, pri Merljakih Hentove loke, Budališče, Menitovca, Polinišče, Fajti, Zloverje, Kokljišče, Jerabišče, Prstavci, Špacapani, pri Mohorinih Kaplani, Preglji, Vičiči, Fučevo, v Podkraju Špinjolišče, pri Turelih Rusjani, na Viniščah Potok, Tejca, Klanc, Dolina, Kržišče, Nabržina, Mandrja, v Renškem trgu Star plac, Plac, Gasa, Malin, Grad, Polje, Renc, pri Žigonih Velika pot, Rebince, Kunči. Priimki večkrat sovpadajo z imeni zaselkov, znaten delež pa jih tudi odstopa od tega pravila.